# Emilio Colombo
Emilio Colombo (Potenza, 11 de abril de 1920 — Roma, 24 de junho de 2013) foi um político italiano. Ocupou o cargo de primeiro-ministro da Itália entre 6 de Agosto de 1970 até 17 de Fevereiro de 1972.
Foi Presidente do Parlamento Europeu entre 1977 e 1979. E de 2003 até a sua morte foi senador vitalício da República Italiana, nomeado diretamente pelo presidente Carlo Azeglio Ciampi.

## Primeiro Ministro da Itália
Uma série de reformas progressivas foram introduzidas durante o tempo de Colombo como primeiro-ministro. Uma lei de reforma habitacional de 22 de outubro de 1971 introduziu novos critérios para desapropriações de terras e disposições para renovações urbanas. Ao abrigo de uma lei de 6 de Dezembro de 1971, foram disponibilizados fundos estatais para a construção de um jardim de infância em todas as autarquias locais. Uma lei de 30 de dezembro de 1971 introduziu novos regulamentos que abrangem a proteção das trabalhadoras e o seguro de maternidade. A duração da licença de maternidade foi prorrogada dois meses antes e dois meses após o parto para todas as trabalhadoras, e todas as trabalhadoras tiveram direito a uma indemnização relativa aos rendimentos, equivalente a 80% dos rendimentos (incluindo trabalhadores agrícolas e arrendatários). Foi ainda introduzido o direito a licenças voluntárias suplementares de seis meses durante o primeiro ano de vida da criança, com garantia de emprego e uma indemnização igual a 30% da remuneração, juntamente com o direito a faltas remuneradas por doença do filho durante os primeiros três anos de vida do filho. Além disso, foi introduzido um subsídio especial de natalidade para as trabalhadoras independentes dos setores agrícola, artesanal e comercial.
Mais tarde, tornou-se presidente do Parlamento Europeu (ocupou esse cargo de 1977 a 1979) e ministro das Relações Exteriores da Itália (de 1980 a 1983 e novamente de 1992 a 1993).  Em fevereiro de 2003, o então presidente Carlo Azeglio Ciampi concedeu-lhe a maior honra política da Itália, nomeando-o senador vitalício.
Nos primeiros cinco anos como senador vitalício, foi independente. De 2008 até sua morte em junho de 2013, Colombo foi membro do grupo Autonomias, formado principalmente por eleitos em Trentino-Alto Adige/Südtirol.
Após as eleições inconclusivas de 24 a 25 de fevereiro de 2013 e as seguintes dificuldades do Senado suspenso em eleger um presidente, Colombo tornou-se presidente provisório do Senado até a eleição de Pietro Grasso em 16 de março de 2013. O senador mais antigo, ex-primeiro-ministro Giulio Andreotti, deveria inaugurar a nova legislatura, mas sua indisponibilidade beneficiou Colombo.

Após a morte de Giulio Andreotti em 6 de maio de 2013, Colombo tornou-se o último membro sobrevivente da Assembleia Constituinte italiana.